# Волосово-Звягино
Волосово-Звягино — деревня в Козельском районе Калужской области. Входит в состав Сельского поселения «Село Чернышено».
Расположено примерно в 8 км к северо-западу от села Чернышено.

## Население
На 2010 год население составляло 22 человека.

## Известные люди
В деревне родились:
- Авдошкин, Семён Егорович — участник Великой Отечественной войны, Герой Советского Союза
- Климов, Иван Дмитриевич — лётчик Великой Отечественной войны, генерал-полковник авиации.